# Cicho (sång)
"Cicho" är en singel av den polska sångerskan Ewa Farna. Den släpptes i januari 2009 som den första singeln från hennes andra polska studioalbum med samma titel. Den tjeckiska versionen av låten har titeln "Ticho".